# Goosebumps (TV-serie, 2023)
Goosebumps är en amerikansk TV-serie skapad av Rob Letterman och Nicholas Stoller för Disney+ och Hulu. Serien, som är baserad på R.L. Stines bokserie med samma namn, släpptes för streaming den 13 oktober 2023. Den är också producerad av bland annat Original Film och Scholastic Entertainment, som tidigare har producerat de två släppta Goosebumps-filmerna från 2015, respektive 2018.

## Handling
Seriens handling kretsar kring fem tonåringar, som efter att av misstag ha släppt lös övernaturliga krafter, försöker komma på ett sätt för att se till så att de återigen kommer tillbaka dit de hör hemma. Samtidigt som de försöker få tag på dessa krafter, upptäcker de också en hel del hemligheter hos sina föräldrar, från när de också var i tonåren.

## Rollista
- Justin Long – Nathan Bratt
- Ana Yi Puig – Isabella
- Miles McKenna – James
- Will Price – Jeff
- Zack Morris – Isaiah
- Isa Briones – Margot
- Rachael Harris – Nora
- Rob Huebel – Colin